# Diatoxanthine
La diatoxanthine est une xanthophylle présente dans le phytoplancton chez les diatomées et dans le thalle de certaines algues brunes.